# 阿登施泰特
阿登施泰特是德国下萨克森州的一个市镇。总面积18.67平方公里，总人口1010人，其中男性501人，女性509人（2011年12月31日），人口密度54人/平方公里。